# HQ-61 (ミサイル)
HQ-61（紅旗-61）は、中国が開発した短距離地対空ミサイル/艦対空ミサイル。地対空型はHQ-61A、艦対空型はHQ-61B、改良版艦対空型はHQ-61Mと命名されており、また、HQ-61BはCSA-N-2というNATOコードネームを付与されている。

## 来歴
1960年代、中国人民解放軍陸軍は、ソ連製の有名なS-75 ドヴィナー（SA-2 ガイドライン）地対空ミサイル、あるいはその中国版であるHQ-1/HQ-2によって防空を行っていた。しかし、これらは高高度・長射程ではあったが、それと引き換えに、低高度・短射程での交戦能力に欠けており、いっぽう、対空砲ではその隙間を埋めるには射程も射高も不足であった。この問題に対処するための、短距離・低高度地対空ミサイルシステムとして開発されることとなったのが本ミサイルシステムである。当初はHQ-41（紅旗-41）の名称で呼ばれたが、1965年1月には現在のHQ-61（紅旗-61）という名称に改称された。
一方、当時の中国人民解放軍海軍は、対空兵器として旧式の艦砲と機関砲しか有しておらず、その防空能力には重大な問題があった。これを解決するため、HQ-61を艦載化することが決定された。HQ-61の必要性については、既にS-75 ドヴィナー地対空ミサイルを有している陸軍よりも、艦対空ミサイルをまったく持たない海軍のほうがより切迫していると判断されたことから、艦載型の開発を優先することとなり、1967年には、開発の担当者は、北京の第25研究所から上海の上海機電第二局に変更された。
コンセプト開発の結果、この当時開発が進められていたアメリカの個艦防空ミサイルであるシースパロー BPDMSにならって、直接的にはアメリカの中距離空対空ミサイルであるAIM-7 スパローをモデルとすることとなった。しかし、この当時、中国は地対空ミサイルの開発ノウハウをまったく有しておらず、HQ-61の開発は難航した。1966-67年ごろ、海南島付近で墜落したアメリカ海軍のF-4B ファントムII戦闘機の残骸から、AIM-7 スパロー空対空ミサイルの現物を回収することに成功し、これから得られた資料は、開発に当たって重要な手掛かりとなった。当時の中国の電子技術の未熟から、開発への技術的な障壁はなおも高く、1970年ごろより実射試験に入ったが、たびたび試験を中断して大規模な改設計を行う必要があった。1976年12月には、初の海上での実射試験が実施されたが、この結果、なおも改善すべき点が多いことが確認された。さらに、1960年代後半から1970年代前半に中国全土を吹き荒れた文化大革命の影響で、開発は混乱した。
1970年代後半より、西側諸国からの技術導入が可能となったことによって、HQ-61の実用化に道が開けることとなった。1984年11月には標的機を目標とした射撃試験が、1986年11月-12月には艦載版の試験が実施され、いずれも成功裏に終わった。これらの成功を受けて、1988年11月、HQ-61艦載型は制式化され、HQ-61Bの名称が付与された。また、おそらく同年（一説にはその2年前）、地上型のHQ-61Aも制式化されたほか、のちに配備されたキャニスター式発射機を使用する艦載版改良型はHQ-61Mとも称される。ただし、同時期にフランス製のクロタルが導入されて、中国版のHQ-7として陸海に配備され、また、陸軍においてはロシア製の9K330 トール（SA-15 ガントレット）の導入も行われたことから、HQ-61の配備は限定的なものに終わった。とはいえ、特に海軍においては、初めて手にした艦対空ミサイルであるとともに、クロタルの登場までの間、艦隊の防空を支えたという点で、大きな意義を持つ。

## 構成

### 艦載版

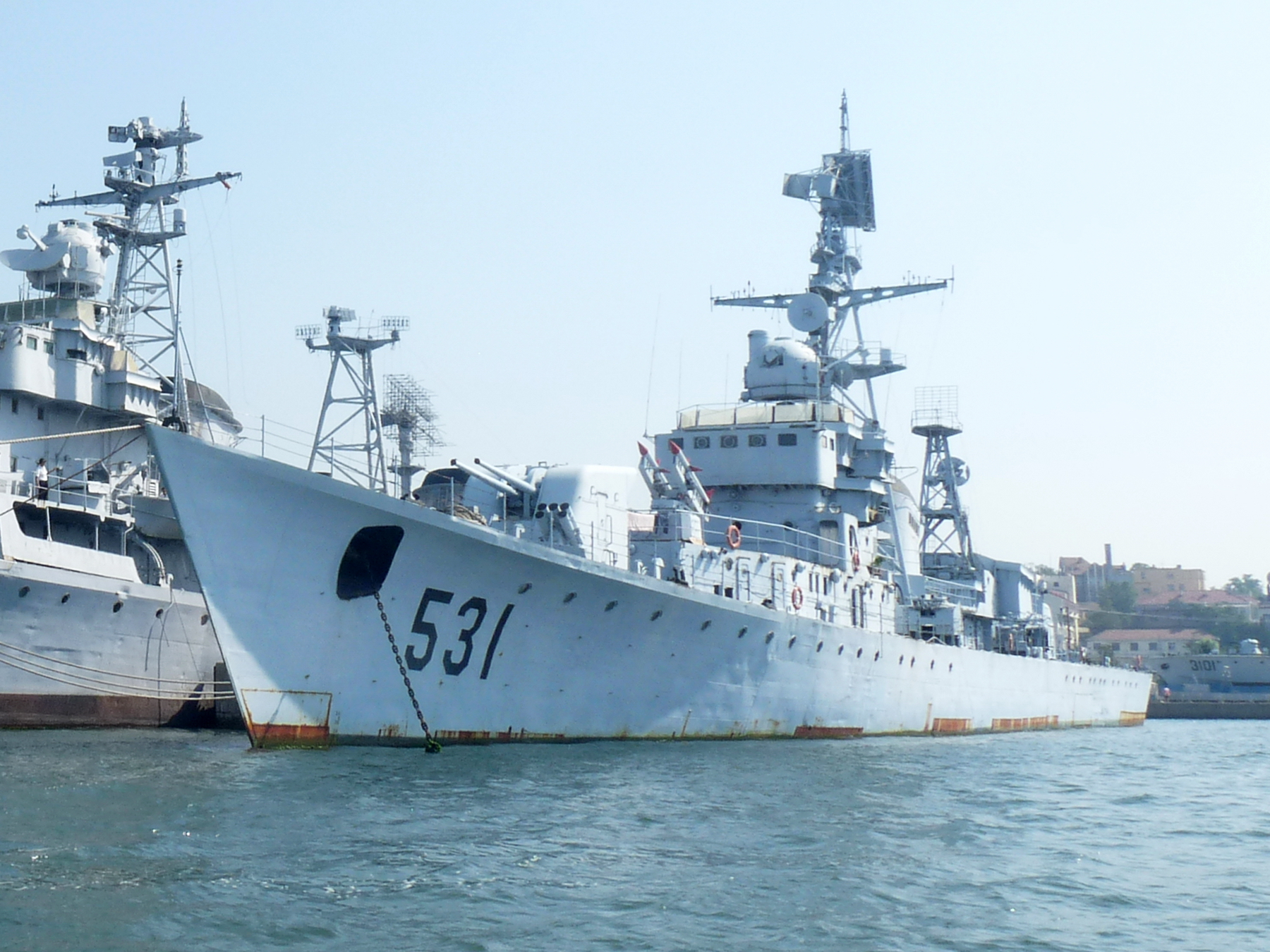
江東型（053K型）フリゲート
艦橋の前方（画像中央）にHQ-61Bの連装式発射機が配置されている

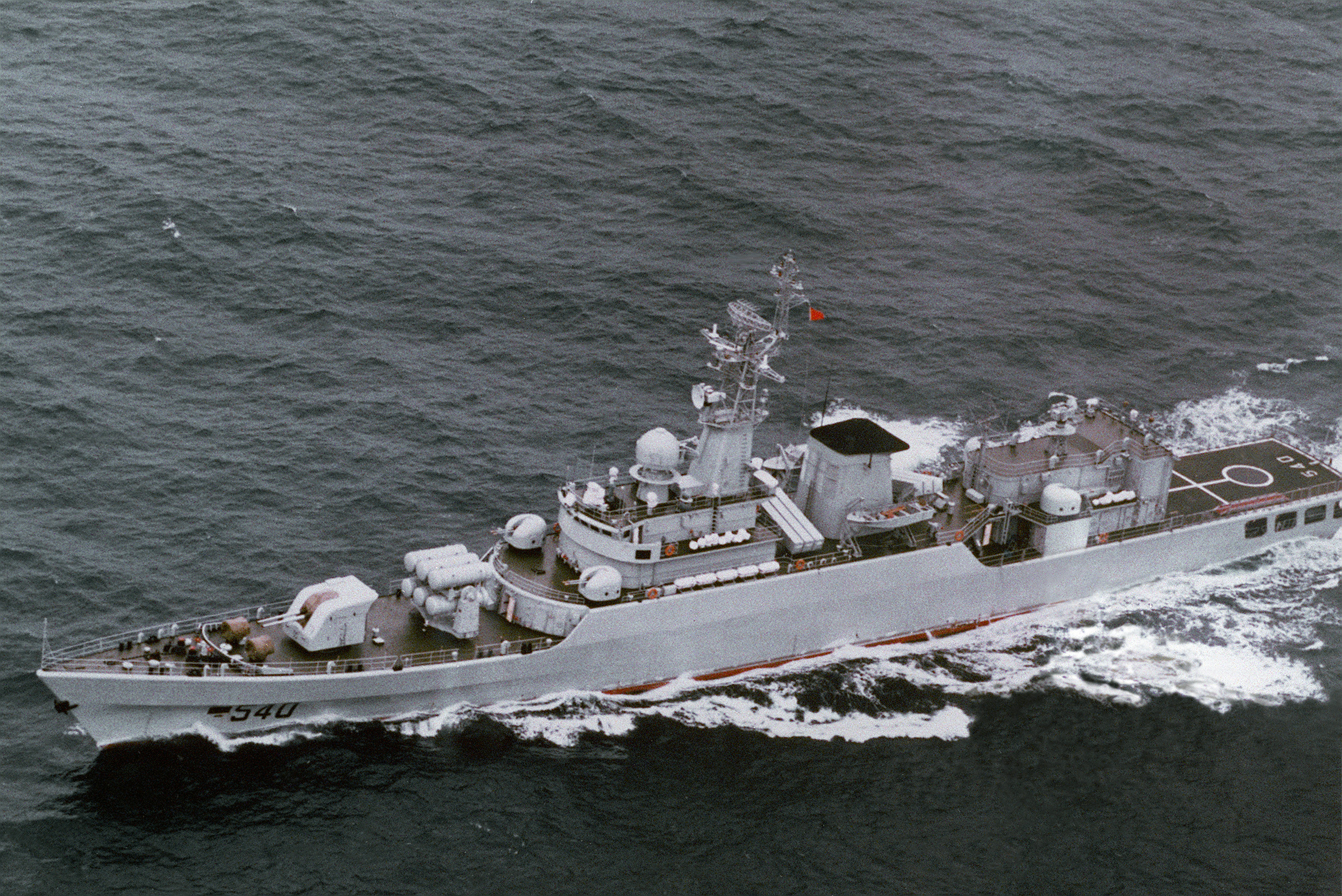
江衛I型（053H2G型）フリゲート
艦首甲板、主砲の後方にHQ-61Mの6連装キャニスター式発射機が配置されている

艦載版のHQ-61 ミサイル・システムは、中国海軍初の艦対空ミサイルとして江東型フリゲートに搭載されたほか、江衛I型（053H2G型）フリゲートにも搭載されているが、おおむね、下記のような構成となっている。
- 対空捜索レーダー
- 射撃指揮レーダー
- ミサイル発射機
- HQ-61 ミサイル

#### 対空捜索レーダー
対空捜索レーダーとして、江東型では381型（シー・イーグル）3次元対空捜索レーダー 1基が搭載される。これは、Cバンドを使用し、走査形式は周波数走査型（FRESCAN）。最大探知距離は200km、戦闘機探知距離は100km以上。50個の目標を探知しつつ、そのうちの20個の目標の追尾が可能であり、対水上目標探知能力も有していた。ただし、クラッター除去能力が低く、江東型以外には旅海型（051B型）駆逐艦の1隻に搭載されたのみであった。
このことから、江衛I型フリゲートでは、長距離捜索用の517H-1型（Knife Rest）レーダーと、低空警戒用の360型レーダーの組み合わせが採用された。517H-1型レーダーは八木・宇田アンテナを組み合わせた形状で、使用する周波数はI(A)バンド、最大探知距離は300kmである。一方、360型レーダーはイタリア・セレニア社製RAN-10S レーダーの中国版で、使用する周波数はS(E/F)バンド、最大探知高度は10,000m、優れたクラッター除去能力を有する。

#### 射撃指揮レーダー
HQ-61 ミサイルシステムにおいて、射撃諸元の算出やミサイルの誘導に用いられる射撃指揮レーダーとしては、一貫して342型（ZL-1）レーダーが採用されている。これは、NATOコードネームはフォグ・ランプ、C-X（H-I）バンドを使用する射撃指揮レーダーである。
江東型（053K型）では2基が搭載され、1基がミサイルを誘導する間にも、もう1基が別の目標を追尾し、射撃諸元を得ることができた。一方、江衛I型フリゲート（053H2G型）は、汎用型として設計されて艦対空ミサイル設備の比重が低いために、342型レーダーは1基しか装備していない。

#### ミサイル発射機
江東型（053K型）では、連装の発射機を2基搭載している。これらの発射機には縦横二軸の安定化装置が装備されており、ターター・システムが初期に使用していたMk.10 GMLSに似ているが、ミサイルはレールの下に吊り下げられるかわりに、レールの上に乗せられている。ミサイルは回転式弾薬庫に垂直に収容されており、1基の格納庫には12発のミサイルが収納されるので、江東型（053K型）では、1隻あたり24発のミサイルを搭載できることになる。しかし、この連装発射機は、発射するごとに再装填する必要があったために速射性が低く、また、ミサイルが剥き出しに装填されるので風浪にさらされることとなった。ミサイルの射程が短く、また、装備艦が小さいため、これらの問題は重大であった。
このような欠点から、江衛I型フリゲート（053H2G型）では新型のH/EFB02発射機が採用された。これは、ミサイルを密閉式の円筒形キャニスターに収容して6連装に配置しており、ミサイルが外部環境の影響を受けなくなったことから性能が安定したが、旧式のシースパロー BPDMSと同様に、翼を折りたたむことができなかったため、キャニスターはかなり大型化しており、ミサイル本体の重量が300kgにもおよぶこともあって、実戦環境での再装填はほとんど不可能だったため、一度の会戦では6発しか発射できず、継続戦闘能力には欠ける所があった。なお、この6連装キャニスター式発射機を使用するタイプをHQ-61Mとも称する。

#### HQ-61ミサイル
上述のとおり、HQ-61は、アメリカの中距離空対空ミサイルであるAIM-7 スパローをモデルとしている。しかし、スパローでは弾体中央部に操縦翼、尾部に安定翼が配置され、いずれも十字型に装着されていたが、HQ-61では弾体中央部に安定翼、尾部に操縦翼が配置され、前者が十字型に装着されているのに対して後者はX字型に装着されている。また、誘導方式に無線指令誘導が追加されたほか、ロケット・モーターや電子機器の技術の未熟さから、弾体はやや大きいものになっている。
なお、1980年代末にはイタリアよりアスピーデ中距離空対空ミサイルの技術が輸入されており、これがHQ-61の改良にも導入されたと伝えられている。性能面では、初期のシースパロー BPDMSが使用していたRIM-7E ミサイルにおおむね匹敵し、固体ロケット推進で最大速度はM3、射程は2.5-10km、最大射高は8km。